# Anii 270 î.Hr.
Secole: Secolul al IV-lea î.Hr. - Secolul al III-lea î.Hr. - Secolul al II-lea î.Hr.
Decenii: Anii 320 î.Hr. Anii 310 î.Hr. Anii 300 î.Hr. Anii 290 î.Hr. Anii 280 î.Hr. - Anii 270 î.Hr. - Anii 260 î.Hr. Anii 250 î.Hr. Anii 240 î.Hr. Anii 230 î.Hr. Anii 220 î.Hr.
Anii: 280 î.Hr. | 279 î.Hr. | 278 î.Hr. | 277 î.Hr. | 276 î.Hr. | 275 î.Hr. | 274 î.Hr. | 273 î.Hr. | 272 î.Hr. | 271 î.Hr. | 270 î.Hr.
Evenimente